# Clădirea stației feroviare (Bucovăț)
Clădirea stației feroviare este o clădire amplasată în Bucovăț, raionul Strășeni, Republica Moldova. Este un monument arhitectural de importanță națională inclus în Registrul monumentelor Republicii Moldova ocrotite de stat cu nr. 1354 (raionul Strășeni). Datează din anii 1930.